# راتاموسا (تگزاس)
راتاموسا (به انگلیسی: Ratamosa) یک منطقهٔ مسکونی در ایالات متحده آمریکا است که در شهرستان کمرون، تگزاس واقع شده‌است. راتاموسا ۵٫۱۶ کیلومتر مربع مساحت و ۲۵۴ نفر جمعیت دارد و ۱۶ متر بالاتر از سطح دریا واقع شده‌است.